# Ellen Riesterer
Ellen Riesterer (ur. 13 października 1998) – niemiecka zapaśniczka startująca w stylu wolnym. Zajęła dziewiąte miejsce na mistrzostwach świata w 2019. 
Piąta na mistrzostwach Europy w 2020. Trzecia na ME U-23 w 2018. Druga na MŚ juniorów i trzecia na ME w 2018. Mistrz Europy kadetów w 2015 roku. 
Wicemistrzyni Niemiec w 2017 i trzecia w 2016 roku.